# 쓰르라미 울 적에 례
《쓰르라미 울 적에 례》(일본어: ひぐらしのなくころに れい, ひぐらしのなく頃に礼 히구라시노 나쿠 코로니 레이[*])는 07th Expansion이 제작한 동인 게임 《쓰르라미 울 적에》의 팬 디스크이다. 약칭은〈쓰르라미 례〉
2006년 12월 31일 코믹 마켓71 (3일째)에 배포 개시(동인 샵에서의 배포 개시일은 같은 날 4시 이후에 이뤄졌음). 또, 동시에 휴대전화 판이 타이토 (S! 애플리케이션, i애플리케이션) 및 데지마스 (EZ 애플리케이션)에서도 배포되었다. (데지마스는 사이고로시 편만).
위 작품을 원작으로 하는 애니메이션 제3기의 제목이기도 하다. 단 원작과 다르게 〈사이고로시 편〉의 전 편에 PS2판〈쓰르라미 울 적에 축제〉의 초회 한정판 〈포장판매 셋트〉의 특전 북 렛에 게재되었던 〈하지사라시 편〉(일본어: 羞晒し編, はじさらしへん)이 제작, 방영되었지만 〈하치코이시 편〉(일본어: 罰恋し編)은 방영되지 않았다.

## 작품별 개요

### 사이고로시 편
부제는 "~최악의 선택지~"
제목은 주사위를 뜻하는 사이(賽)와 죽이기, 살해를 뜻하는 고로시(殺し)를 합친 단어이다. 마츠리바야시편의 후일담 형식으로, 작품 전반에 깔린 많은 복선들을 정리해 스토리의 최종장의 성질을 띈다. 주인공은 후루데 리카.
부원들과 수영장에 놀러갔다 히나미자와로 돌아오는 길에 리카는 교통사고를 당하게 된다. 다음날 눈을 뜬 리카는 자신이 지금까지와는 젼혀 다른 세계로 와버린 것을 알게된

### 히루코와시 편
아직 설명이 없습니다.

### 바츠코이시 편
아직 설명이 없습니다.

## 작품 목록

### 원작
- 사이코로시 편 (賽殺し編) ~ 최악의 선택지 ~
- 히루코와시 편 (昼壊し編) ~ 최강의 사랑에 빠진 여자 ~
- 바츠코이시 편 (罰恋し編) ~ 최저의 백일몽 ~

### 애니메이션 방영 목록
제 3기 쓰르라미 울 적에 레이편 제 2 ~ 4화
- 제1화 사이고로시편 그 첫 번째
- 제2화 사이고로시편 그 두 번째
- 제3화 사이고로시편 그 세 번째